# Albatros B.I
Az Albatros B.I német gyártmányú kétüléses felderítő repülőgép volt az első világháború idején.

## Története
Az Albatros B.I volt az Albatros Flugzeugwerke első felderítőgép modellje, amelyet 1913-ban DD-1 kódnév alatt tervezett a gyár főkonstruktőre, Grohmann. A tervezésben Ernst Heinkel is részt vett. Az első világháború kitörése után licenc alapján Ausztria-Magyarországon is gyártotta a Phönix Flugzeugwerke. Mivel paraméterei gyengébbek voltak, mint az antant repülőgépeké, 1915-ben kivonták a szolgálatból és 1918-ig gyakorlórepülőnek használták. Helyét a gyár újabb modellje, az Albatros B.II vette át.

## Műszaki paraméterei
A nagy méretű, kétfedelű repülőgép törzse favázas volt, amelyet rétegelt falemez borított. A szintén favázas szárnyat lakkozott vászonnal fedték. A gépben két embernek, a pilótának és a megfigyelőnek volt hely. Beépített fegyverzete nem volt.
- motor: 1 db Mercedes D.I 100 lóerős (75 kW) hathengeres, vízhűtéses benzinmotor
- szárnyfesztávolság: 14,30 m
- szárnyterület: 43 m²
- törzshossz: 8,55 m
- magasság: 3,5 m
- üres súly: 600 kg
- felszállósúly: 800 kg
- maximális sebesség: 100 km/h
- hatótáv: 650 km
- emelkedés:1 m/s

## Rendszeresítő országok

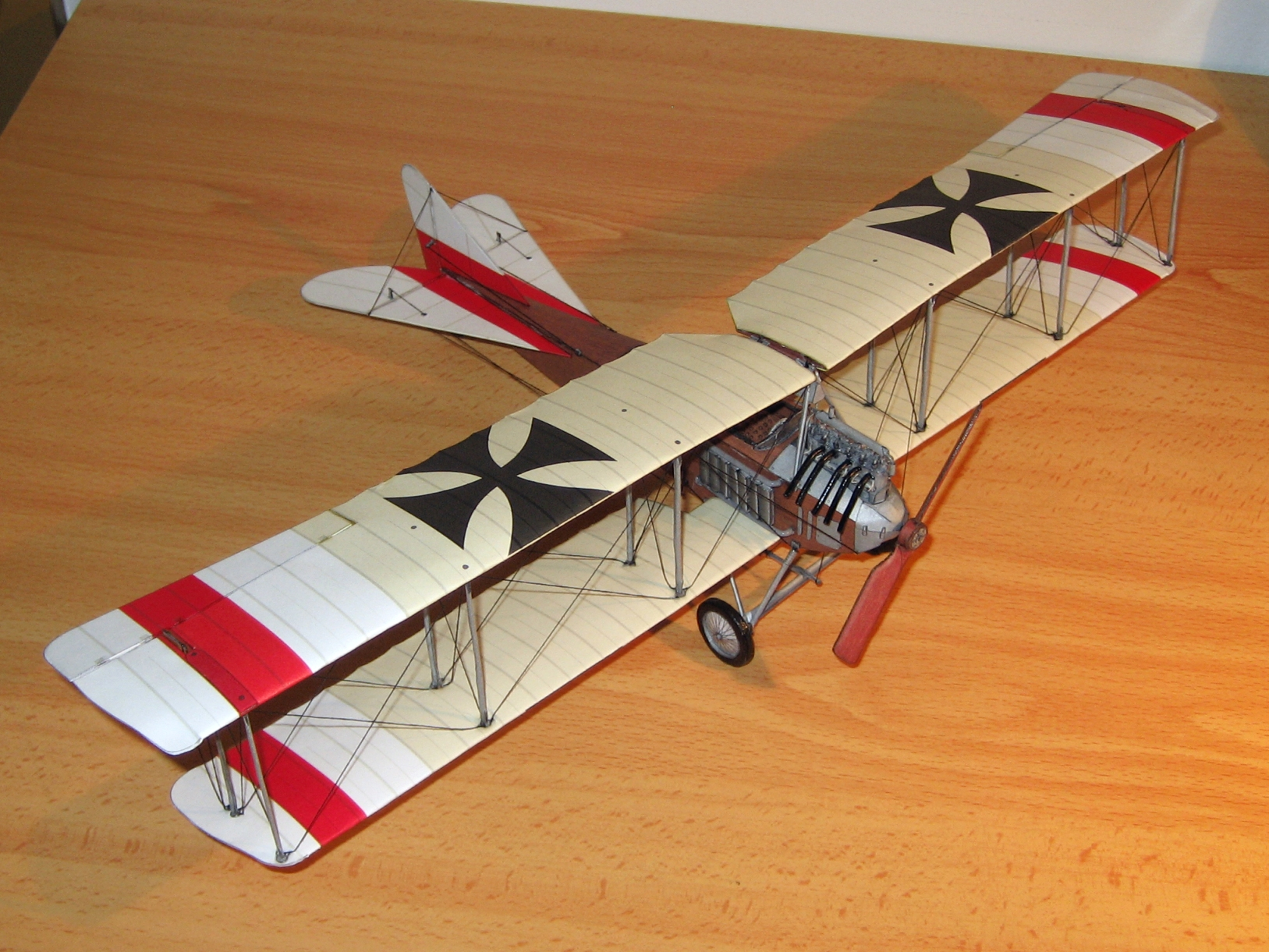
Az Albatros B.I modellje

- Német Birodalom
- Osztrák–Magyar Monarchia
- Bulgária
- Törökország
- Hollandia
- Lengyelország (a háború után)

## Fordítás
- Ez a szócikk részben vagy egészben  az   Albatros B.I című német Wikipédia-szócikk ezen változatának fordításán alapul.  Az eredeti cikk szerkesztőit annak laptörténete sorolja fel. Ez a jelzés csupán a megfogalmazás eredetét és a szerzői jogokat jelzi, nem szolgál a cikkben szereplő információk forrásmegjelöléseként.